# Gewgelija
Gewgelija (mac. Гевгелија, bułg. Гевгели – Gewgeli, serb. Ђевђелија, Đevđelija, gr. Γευγελή, Jewjelí) – miasto w południowo-wschodniej Macedonii Północnej, nad Wardarem, przy granicy z Grecją. Ośrodek administracyjny gminy Gewgelija. 15 685 mieszkańców (96% Macedończyków) [2002].
Okolica Gewgeliji cieszy się ciepłym, śródziemnomorskim klimatem, dzięki czemu uprawia się tu owoce południowe – figi, winogrona i cytryny. Hoduje się tu też jedwabniki. Pewne znaczenie ma też przemysł lekki. W ostatnim okresie rośnie ruch turystyczny. Przede wszystkim jednak Gewgelija jest znana jako punkt handlu, związany z pobliskimi przejściami granicznymi między Macedonią Północną a Grecją: drogowym Bogorodica – Evzoni oraz kolejowym Dworzec Kolejowy Gewgelija – Idomeni. Przez miasto przebiegają linia kolejowa (wybudowana w 1873) i autostrada (E75) Ateny – Saloniki – Skopje – Belgrad, łączące Grecję z północą Europy. Gewgelija jest nazywana macedońskim Las Vegas, ponieważ znajduje się tam duża liczba kasyn, wśród nich najbardziej luksusowe kasyno na Bałkanach – Casino Flamingo (znajduje się tam też luksusowy Casino Flamingo Hotel, koło przejścia granicznego z Grecją).
W sąsiedztwie miasta leżą wykopaliska archeologiczne Wardarski Rid – neolityczne i starożytne osiedla ludzkie na dwóch sąsiadujących wzgórzach nad Wardarem.
Na początku XX wieku Gewgelija liczyła 4 tysiące mieszkańców, przeważnie Macedończyków.

## Miasta partnerskie
- Sewliewo, Bułgaria
- Kotka, Finlandia
- Inđija, Serbia
- Sežana, Słowenia